# Pierre Guillaume Verhuff
Pierre Guillaume Verhuff (Pieter Willemsz Verhoeff en néerlandais) est un amiral hollandais né vers 1573 aux Pays-Bas et mort le 22 mai 1609 à Banda, en Indonésie. Capitaine de l'Amirauté d'Amsterdam (Admiraliteit van Amsterdam) œuvrant pour le compte de la Compagnie néerlandaise des Indes orientales (VOC), il est connu pour avoir commandé une expédition aux Indes orientales composée de neuf vaisseaux et quatre plus petits navires à compter de 1607. Il est mort assassiné par des indigènes de l'île de Banda alors qu'il négociait avec eux pour la Compagnie. Cet assassinat est connu sous le nom de trahison de Banda.
L'expédition de Pierre Guillaume Verhuff, qui s'acheva en 1612, est l'auteur de la première mention faite dans un récit de voyage de l'île qui sera plus tard appelée La Réunion. Elle aborde cette dernière en provenance de l'île Maurice, de retour de Java, le 27 décembre 1611.